# 大成紙業
株式会社大成紙業（たいせいしぎょう）は、宮崎県宮崎市に本社を置く廃棄物処理業。

## 沿革
- 1981年 - 大成紙業として営業開始
- 1986年 - 会社設立。有限会社大成紙業とする。
- 1993年 - 株式会社大成紙業と組織変更
- 2001年 - グループ会社有限会社大成クリーン開発を佐土原町に設立。
- 2004年 - グループ会社有限会社清武エコ・クリーンを清武町に設立。

## 関連会社
- 大成クリーン開発
- 清武エコ・クリーン

| スタブアイコン | サブスタブ | この項目は、まだ閲覧者の調べものの参照としては役立たない、企業に関連した書きかけの項目です。この項目を加筆・訂正などしてくださる協力者を求めています（PJ:経済）。 |